# Козија (Хунедоара)
Козија (рум. Cozia) насеље је у Румунији у округу Хунедоара у општини Каржици. Oпштина се налази на надморској висини од 436 m.

## Становништво
Према подацима из 2002. године у насељу је живело 184 становника, од којих су сви румунске националности.